# Argentat
Argentat là một xã trong vùng Nouvelle-Aquitaine, thuộc tỉnh Corrèze, quận Tulle, tổng Argentat. Tọa độ địa lý của xã là 45° 05' vĩ độ bắc, 01° 56' kinh độ đông. Argentat nằm trên độ cao trung bình là 188 mét trên mực nước biển, có điểm thấp nhất là 166 mét và điểm cao nhất là 441 mét. Xã có diện tích 22,41 km², dân số vào thời điểm 1999 là 3.125 người; mật độ dân số là 139 người/km².

## Thông tin nhân khẩu
| 1962  | 1968  | 1975  | 1982  | 1990  | 1999  |
| ----- | ----- | ----- | ----- | ----- | ----- |
| 3.196 | 3.256 | 3.371 | 3.234 | 3.189 | 3.125 |

## Các thành phố kết nghĩa
- Bad König, Đức

## Địa điểm tham quan
- Nhà thờ St. Pierre